# Kenny Dalglish
Sir Kenneth Mathieson Dalglish MBE (sinh 4 tháng 3 năm 1951 tại Dalmarnock, Glasgow) là cựu cầu thủ và huấn luyện viên bóng đá chuyên nghiệp người Scotland.
Trong suốt 20 năm sự nghiệp, ông chỉ thi đấu cho 2 câu lạc bộ đó là Celtic ở giải Giải bóng đá hạng nhất Scotland (Hiện nay là Giải bóng đá ngoại hạng Scotland) trong 8 năm và 12 năm cho Liverpool ở giải Giải bóng đá hạng nhất Anh (nay là Giải bóng đá ngoại hạng Anh). Dalglish được biết đến là một người đạt được thành công ở cả hai câu lạc bộ, đáng chú ý nhất là 3 lần giành cúp C1 châu Âu với Liverpool vào năm 1978, 1981 và 1984.
Dalglish là cầu thủ có số lần khoác áo Đội tuyển bóng đá quốc gia Scotland nhiều nhất trong lịch sử với 102 lần. Ông và Denis Law cùng nhau nắm giữ kỷ lục ghi bàn nhiều nhất cho tuyển Scotland với mỗi người 30 bàn. Năm 2009, Dalglish có tên trong tạp chí bóng đá 4-4-2 với tư cách là tiền đạo vĩ đại nhất trong lịch sử bóng đá vương quốc Anh sau chiến tranh, và ông cũng là người đứng đầu trong danh sách "100 cầu thủ được yêu mến nhất trong lịch sử CLB" của Liverpool.
Dalglish bắt đầu sự nghiệp là một cầu thủ trẻ tại Celtic và ông có được vị trí trong đội hình chính năm 1971, trở thành một tiền đạo trụ cột của CLB. Ông được trao chiếc băng thủ quân của đội năm 1975 và từ năm 1971 đến năm 1977 ông đã giành được 4 chức vô địch giải hạng nhất Scotland, 4 cúp Scotland và 1 cúp Liên đoàn Scotland. Với màn trình diễn chói sáng ông được gọi lên đội tuyển quốc gia; ông là một thành viên trong đội hình tuyển Scotland bất bại tại FIFA World Cup năm 1974 (tuy nhiên họ vẫn bị loại ngay ở vòng 1 của World Cup do thua kém Nam Tư và Brazil về chỉ số phụ) và đã ghi bàn mang lại chiến thắng trước kình địch Anh trong 2 năm 1976 và 1977. Bob Paisley đã phải chi ra 440.000 Bảng để đưa Dalglish về Liverpool năm 1977, một kỷ lục chuyển nhượng tại Anh thời điểm đó.
Thời gian ông thi đấu tại Liverpool đánh dấu một thời kỳ rực rỡ nhất của câu lạc bộ: ông giành được 7 chức vô địch Giải bóng đá hạng nhất Anh (VĐQG), 3 cúp C1 châu Âu và 5 chiếc cúp trong nước. Với những gì đã đạt được, ông được gọi với cái tên King Kenny. Ông cũng đã chơi cho tuyển Scotland ở World Cup 1978 và 1982. Cuối những năm 1980, Dalglish đã lập nên kỷ lục quốc gia về số trận thi đấu quốc tế và ghi bàn và trở thành một trong những tiền đạo xuất sắc nhất lịch sử Liverpool. Dalglish trở thành HLV kiêm cầu thủ của Liverpool năm 1985 sau thảm hoạ Heysel và đã mang lại cho đội bóng cú đúp gồm chức VĐQG và cup FA ngay trong năm đầu tiên, đánh bại kình địch Everton trong mùa giải đó. Trong suốt 6 năm nhiệm kỳ từ 1985-1991, Liverpool giành được 3 chức VĐQG và 2 chiếc cúp FA.
Dalglish gia nhập Blackburn Rovers năm 1991 thông qua sự bảo trợ của Jack Walker, ông giúp đội bóng thuộc giải hạng 2 lên hạng và sau đó vô địch Giải bóng đá ngoại hạng Anh, phá vỡ những kỷ lục về mức phí chuyển nhượng trong thời gian đó. Việc ông chuyển tới Newcastle United năm 1997 đã không mấy thành công. Mặc dù đội bóng của ông kết thúc với vị trí á quân Giải bóng đá ngoại hạng Anh năm 1996-97 nhưng màn trình diễn ở mùa giải tiếp theo là rất mờ nhạt và ông đã bị Freddie Shepherd sa thải ngay trước khi mùa giải 1998-99 khởi tranh. Ông được bổ nhiệm vào cương vị Giám đốc thể thao ở Celtic năm 1999 nhưng một thời gian ngắn làm việc với tư cách là HLV tạm quyền đã kết thúc trong cay đắng và ông rời khỏi Celtic năm sau đó. Trong khoảng thời gian 10 năm tiếp theo ông không tham gia vào công tác huấn luyện bóng đá và thay vào đó tập trung vào các hoạt động từ thiện, sáng lập The Marina Dalglish với vợ của ông để quyên góp tiền cho việc chăm sóc bệnh nhân ung thư. Năm 2004 ông được bầu vào danh sách FIFA 100.
Ngày 08/01/2011, Dalglish đã lần thứ 2 trở thành HLV Liverpool sau sự ra đi của Roy Hodgson.
Tháng 2/2012, Dalglish dẵn dắt Liverpool giành danh hiệu đầu tiên sau 6 năm trắng tay, với chiến thắng tại giải League Cup mùa 2011-2012. Trong cùng mùa giải, họ vuột mất cơ hội cúp đúp danh hiệu quốc nội khi thất bại 2–1 trước Chelsea tại trận chung kết cúp FA. Tuy được đánh giá thành công và tiến sâu ở các giải đấu cup, Liverpool chỉ đạt vị trí thứ 8 trên bảng xếp hạng giải Ngoại hạng Anh, thành tích kém nhất của họ kể từ mùa 1994, đồng nghĩa với việc họ lỡ hẹn với sân chơi Champion League mùa 2013. Đến cuối mùa giải, Liverpool chia tay Dalglish vào ngày 16/5/2012.
Tháng 10/2013, Dalglish trở về Liverpool với vai trò giám đốc độc lập.
Ngày 13/10/2017, dãy khán đài trung tâm sân Anfield chính thức đổi tên thành khán đài Sir Kenny Dalglish nhằm công nhận những đóng góp vĩ đại của ông cho câu lạc bộ.

## Danh hiệu

### Cầu thủ
Celtic
- Scottish Division One/Premier Division: 1971–72, 1972–73, 1973–74, 1976–77
- Scottish Cup: 1971–72, 1973–74, 1974–75, 1976–77
- Scottish League Cup: 1974–75

Liverpool
- Football League First Division: 1978–79, 1979–80, 1981–82, 1982–83, 1983–84, 1985–86
- FA Cup: 1985–86
- Football League Cup: 1980–81, 1981–82, 1982–83, 1983–84
- FA Charity Shield: 1977 (đồng đoạt cúp),[6] 1979,[7] 1980,[8] 1982,[9] 1986 (đồng đoạt cúp)[10]
- European Cup: 1977–78, 1980–81, 1983–84
- European Super Cup: 1977

### Huấn luyện viên
Liverpool
- Football League First Division: 1985–86, 1987–88, 1989–90
- FA Cup: 1985–86, 1988–89
- Football League Cup: 2011–12
- Football League Super Cup: 1986–87
- FA Charity Shield: 1986 (đồng đoạt cúp),[10] 1988,[11] 1989,[12] 1990 (đồng đoạt cúp)[13]

Blackburn Rovers
- Premier League: 1994–95[14]
- Football League Second Division play-offs: 1992[4]

Celtic
- Scottish League Cup: 1999–2000[4]